# Alfred Freddy Krupa
Alfred Freddy Krupa, hrvaški likovni umetnik, * 14. junij 1971, Karlovec.
Velja za pionirja New Ink Art gibanja in za enega v svetu najpomembnejših sodobnih slikarjev s tušem.

## Družina
Odraščal je v družini pomembnega jugoslovanskega umetnika, športnika in izumitelja Alfreda Krupe (Alfred Joseph Kruppa, 1815 Mikolow, Poljska - 1989 Karlovec, Hrvaška), ki je  v svetu priznan kot tvorec prvega modernega kovčka za osebno prtljago s kolesci  - že v 50. letih 20.stoletja. Znan je po mnogih izumih. Bil je tudi prvi, ki je pod vodo - v morju slikal klasično (štafeljano) sliko. Od leta 1944 je bil smatran kot eden od trinajstih vodilnih pripadnikov umetniškega Hrvaškega antifašisticnega gibanja. Leta 1979 je bil soustanovitelj Biennala akvarelov Jugoslavije (BAJ).
Oče A. F. Krupe, Mladen Krupa (1949), dipl. ing. grad. je avtor bunkerja Kruppa-M91, ki si ga je danes mogoče ogledati v Muzeju domovinske vojne na Turnju v Karlovcu.

## Šolanje in umetniška dejavnost
Alfredu Freddy Krupi je bil prvi in dolgoletni mentor njegov ded in soimenjak Alfred Krupa. Leta 1995 je diplomiral slikarstvo na Akademiji likovnih umjetnosti v Zagrebu. 1998 leta je odpotoval na podiplomsko raziskovanje japonskega slikarstva s tušem na Tokyo Gakugei University, kot prvi hrvaški akademski slikar, štipendist japonske vlade. Prvo javno predstavitev je imel z 19.leti, tj. 1990 leta v tedaj zelo priljubljeni reviji Vikend.
A. F. Krupa je mednarodno priznani portretist (F. Tuđman /1996 /, HM Kralj Kigeli V of Ruanda /2013/, itd.) in pionir gibanja New Ink Art, in kot eden najpomembnejših svetovnih sodobnih slikarjev s tušem. 
Predstavljen in nagrajen je bil na vseh šestih kontinentih.

## A. F. Krupa v Sloveniji
Krupa je po babičini strani, iz družine Ožbolt /Wolf in ima sorodnike v Sloveniji. 
Leta 1991 je po polletnem služenju vojaškega roka v Sarajevu, v šoli za rezervne oficirje odšel na služenje v Maribor, kjer je takoj po sporu 27.6.1991, prestopil v TO Slovenije. 
Po pobegu iz kasarne Slava Klavora v Mariboru, kot eden od prvih dveh nižjih oficirjev, ki so prešli k TO, je z njimi bival teden dni na Pohorju v hotelu Areh, kjer je prvič doživel topivski napad na mariborski TV studio in alarm za helikopterski napad.
A. F. Krupa je že razstavljal v Sloveniji na skupinskih razstavah v Ljubljani in Črnomlju.